# 灰色的迷宮
《灰色的迷宮》是由FrontWing於2012年2月24日發售的日本成人遊戲。為2011年2月25日發售的《灰色的果實》的續作。於2015年4月12日播放改編的電視動畫。全一話，約60分鐘。後續作品是《灰色的樂園》及《灰色：幻影扳機》。

## 概要
本作收錄《灰色的果實》的五位女主角的後日談，並加入其他新劇本，與介紹男主角雄二過去的「隨心之繭」路線。同時追加前作其他角色的H場景。

## 登場人物
有關主要登場人物更多詳細信息請參照灰色的果實#登場人物。
聲：PC版／電視動畫版

### 主要角色
- 風見雄二：－／櫻井孝宏、諏訪彩花（幼年期）
- 榊由美子：一色光／田中涼子
- 周防天音：雪見そら／田口宏子
- 松嶋滿：羽仁麗／水橋香織
- 入巢蒔菜：民安ともえ／たみやすともえ
- 小嶺幸：岡村美佳沙／清水愛

### 其他角色
日下部麻子（聲：川島梨乃／瑞澤溪）
生日：2月26日 / 血型：O型 / 身高：174cm / 三圍：92（F）/56/94
被雄二尊稱為「師父」的年長女性。在雄二轉入美濱學園前一年半已經過世，也是雄二的前任監護人。
個性豪爽，體格高大且身材性感。喜愛喝酒。
精通格鬥技巧與各種戰鬥技術，尤其擅於長距離射擊。不過常常因為違反命令而讓童年好友兼其負責人的JB十分頭痛。
因為舊傷而逐漸退出前線，在某次襲擊恐怖分子（希斯·奧斯羅）的據點時擔任指揮官，救出了一名少年（雄二）並收養了對方，之後就隱居在國有林地裡擔任管理人。
將身心嚴重受創的雄二培養成自己的繼承人，之後因舊傷復發（以前被大口徑槍支擊中後導致毛細管破裂，及因狙擊關係長期服用提升視力藥物導致身體虛弱）而逐漸臥病在床，在雄二的看護下辭世。是雄二的初體驗對象，也是他除了一姬外所敬愛的女性。
死後被葬在與雄二共處的山梨縣國有林地的山中。
迷宮時的版權象徵畫為櫻花。
- 橘千鶴：牧泉美／柳瀨夏美
- 春寺由梨亞：楠鈴音／鳴海エリカ
- 風見一姬：青山由香里／友永朱音
- キアラ・ファレル：桜城ちか／月ヶ瀬あかね
- 入巢清香：唯香／矢口裕
- デイブ教授：中里圭太
- ダニエル・ボーン（ダニー）：倉島丈／藤井剛
- ミリエラ・スタンフィールド（ミリー）：東花梨
- エドワード・ウォーカー（エディ）、ヒース・オスロ：秋山樹
- ロバート・ウォルソン（ロビー）：イモ／三苫紘平
- ジャスティン・マイクマイヤー（J少尉）：水樹空／小林直人
- アニエス・ギャレット大尉：野野村紗夜／小林みい
- 風見亮二：－／藤井剛

雄二、一姬的父親。故人。
是個強欲、自私又有暴力傾向的人。對拍賣其畫作而令家庭變得富裕又是個天才的女兒一姬十分寵愛，但對「完全比不上一姬」的雄二採取了無視和虐待的態度，被雄二稱之為是「最低劣的人類」。
一姬意外身亡後因此失去經濟來源而常施虐妻兒，在妻子帶著雄二逃家後找上門去，於虐打妻兒時被再也無法忍受的雄二刺死。
- 風見聰子：－／たみやすともえ

雄二、一姬的母親。故人。
與丈夫是奉子成婚，因為個性怯弱的緣故，雖然也很愛惜被丈夫無視的兒子，但害怕丈夫的關係而只能假裝不關心。
一姬意外身亡後，因為無法忍受失去一切的丈夫的無理對待而帶著雄二逃跑，被丈夫發現後與雄二一起被施虐，在雄二殺死父親後把財產交給兒子要他離開，自己則留書表示丈夫是自己所殺後自盡。其遺書和懸樑自殺的模樣被返回的雄二發現造成其嚴重的心理創傷。

## 製作人員
- 製作：FrontWing
- 人物設計、原畫：渡邊明夫（榊由美子、松嶋滿、橘千鶴、等）、フミオ（風見雄二、周防天音、入巢蒔菜、春寺由梨亞、風見一姬、等）
- SD角色：ななかまい
- 編劇：木緒なち、藤崎龍太、桑島由一、かづや、鳴海瑛二
- 音樂：Elements Garden

## 主題曲
- 開幕曲「ワールドエンド」

作詞 - 桑島由一 / 作曲・編曲 - 藤間仁（Elements Garden） / 歌 - 佐咲紗花
- 日後談閉幕曲「Angel」

作詞 - 桑島由一 / 作曲・編曲 - 菊田大介（Elements Garden） / 歌 - 茶太
- 滿篇日後談閉幕曲「crystal clear」

作詞 - 桑島由一 / 作曲・編曲 - 中山真斗（Elements Garden） / 歌 - 茶太
- 雄二過去篇閉幕曲（大閉幕曲）「創世のタナトス」

作詞 - 桑島由一 / 作曲・編曲 - 菊田大介（Elements Garden） / 歌 - 飛蘭
- 插入曲「シャークが来る」

歌 - ¥Cuスタ平

## 電視動畫

### 主題曲
片尾曲
作詞：桑島由一，作曲、編曲：藤間仁（Elements Garden），編曲、主唱：飛蘭

### 各話列表
| 話數   | 日文標題 | 中文標題  | 劇本     | 分鏡     | 演出                                                  | 作畫監督 | 總作畫監督                        | 開頭與片尾插畫 |
| ------ | -------- | --------- | -------- | -------- | ----------------------------------------------------- | --- | --------------------------------- | -------------- |
| 不適用 |          | 隨心之繭0 | 高橋龍也 | 阿保孝雄 | 青柳隆平 伊部勇志 山岸大悟 山門郁夫 名村英敏 間島崇寬 | 大島綠、野中正幸、山門郁夫 神谷智大、佐藤天昭、高澤美佳 杉藤早百合、ジミー・ストーン LEE SANG-MIN、米澤優 石田可奈、越後光崇 阿部智之、山内則康 | 渡邊明夫 桂憲一郎 高澤美佳 米澤優 |                |

### 映像特典
藍光版（GNXA-1727）／DVD版（GNBA-3087），於2015年7月23日發售。
| 巻數   | 日文標題                                          | 中文標題 | 劇本     | 分鏡     | 演出     | 作畫監督 | 總作畫監督 |
| ------ | ------------------------------------------------- | -------- | -------- | -------- | -------- | -------- | ---------- |
| 第七話 | 一姫&バスケ編「滝園バスケ部のクリームパーティ！」 |          | 鳴海瑛二 | 村山公輔 | 青柳隆平 | 米澤優   | 桂憲一郎   |

## 評價
《灰色的迷宮》在日本美少女游戏与动画相关商品销售网站Getchu.com的2012年2月销量榜上排名第2，2012年上半年排名第4，2012年全年排名第6。更獲得《2012年萌系遊戲大賞》的玩家支持獎、主題歌獎兩項金獎，最終獲得年度銀獎。

## 外部連結
- FrontWing的X（前Twitter）
- PC版官方網站 （页面存档备份，存于） （日語）
- PSP/PSV版官方網站 （页面存档备份，存于） （日語）
- NS版官方網站 （页面存档备份，存于） （日語）
- 電視動畫官方網站 （页面存档备份，存于） （日語）